# Рајфелбах
Рајфелбах (њем. Reiffelbach) општина је у њемачкој савезној држави Рајна-Палатинат. Једно је од 119 општинских средишта округа Бад Кројцнах. Према процјени из 2010. у општини је живјело 257 становника. Посједује регионалну шифру (AGS) 7133084.

## Географски и демографски подаци
Рајфелбах се налази у савезној држави Рајна-Палатинат у округу Бад Кројцнах. Општина се налази на надморској висини од 326 метара. Површина општине износи 4,5 km². У самом мјесту је, према процјени из 2010. године, живјело 257 становника. Просјечна густина становништва износи 58 становника/km².